# France au Concours Eurovision de la chanson 1961
La France a participé au Concours Eurovision de la chanson 1961 qui a eu lieu le 18 mars à Cannes, en France. C'est la sixième participation de la France au Concours Eurovision de la chanson.
La chanson française a été choisie lors d'une finale nationale, intitulée Sélection française pour le Grand-Prix Eurovision de la chanson, organisée par la Radiodiffusion-télévision française (RTF). Jean-Paul Mauric fut choisi pour représenter la France avec la chanson Printemps, avril carillonne.

## Processus de sélection
Vingt chansons ont été reçues par la Radiodiffusion-télévision française.  Sur les 20 chansons, 6 ont été présélectionnées pour participer à la finale nationale, présentée par Jacqueline Joubert et Marcelle Cravenne, qui a eu lieu le 18 février 1961.  La chanson gagnante fut choisie par le vote des membres du public qui ont été téléphonés par les studios régionaux de RTF.

### Chansons
| no | Interprète         | Chanson                     | Points | Place |
| -- | ------------------ | --------------------------- | ------ | ----- |
| 1  | Christiane Lasquin | Toi pour moi, moi pour toi  | 57     | 5     |
| 2  | Isabelle Aubret    | Le gars de n'importe où     | 100    | 3     |
| 3  | Arabelle           | Un petit brin de musette    | 31     | 6     |
| 4  | Sophie Darel       | Printemps de Paris          | 90     | 4     |
| 5  | Jean-Paul Mauric   | Printemps, avril carillonne | 212    | 1     |
| 6  | Bernard Stéphane   | Les Mouettes                | 109    | 2     |

## À l'Eurovision
Mauric était le 9e et dernier à chanter lors de la soirée du concours, après Lale Andersen qui représentait l'Allemagne et avant Franca di Rienzo qui représentait la Suisse. À l'issue du vote, il a reçu 13 points, se classant 4e sur 16,.

### Points attribués à la France
Chaque pays avait un jury de dix personnes. Chaque membre du jury attribuait un vote à sa chanson préférée.
| 10 points | 9 points    | 8 points | 7 points                         | 6 points                        |
| --------- | ----------- | -------- | -------------------------------- | ------------------------------- |
|           |             |          |                                  |                                 |
| 5 points  | 4 points    | 3 points | 2 points                         | 1 point                         |
|           | - Allemagne |          | - Espagne - Monaco - Royaume-Uni | - Finlande - Luxembourg - Suède |

### Points attribués par la France
| 2 points | Espagne Suède Yougoslavie           |
| 1 point  | Finlande Italie Luxembourg Pays-Bas |